# كتاب أكثر مبيعا

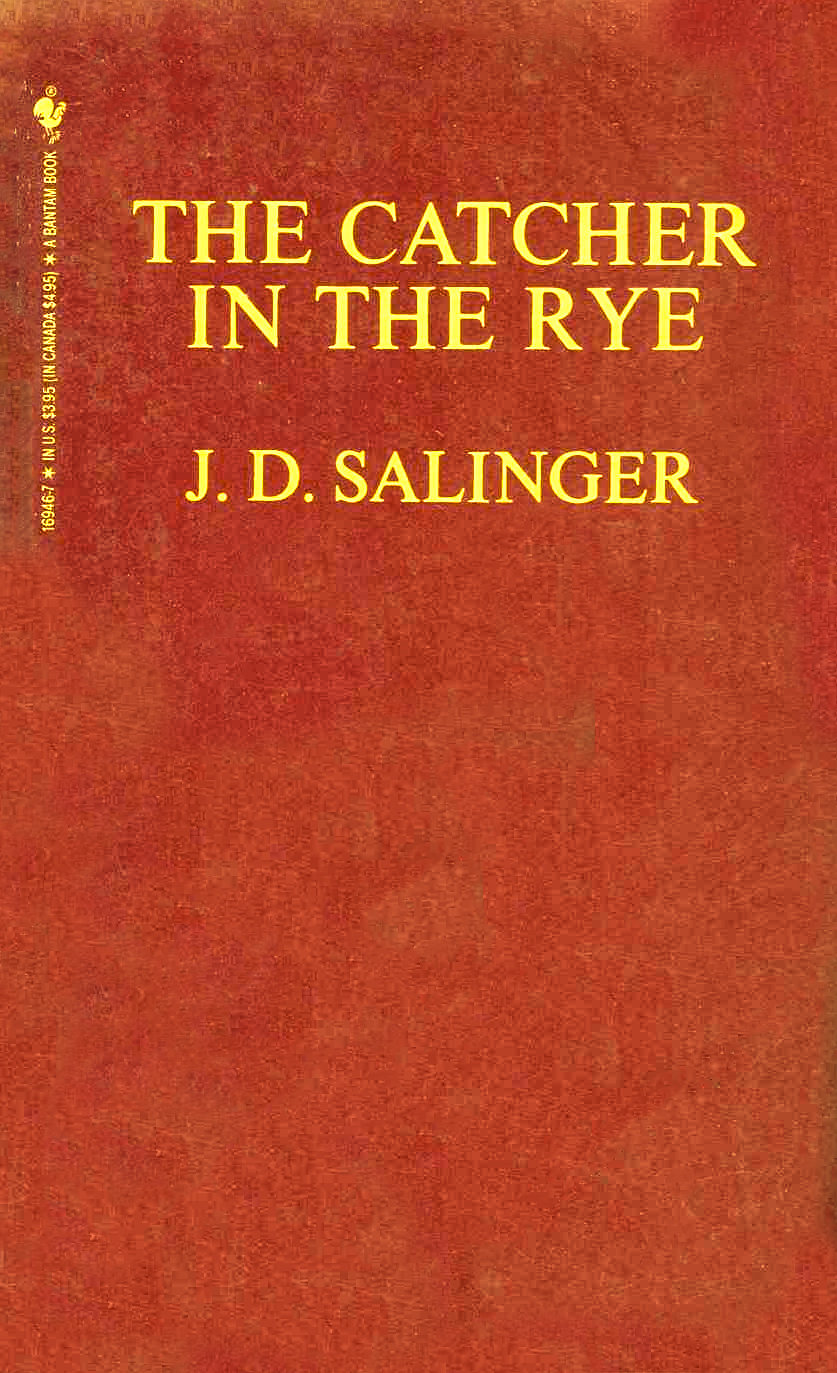
غلاف النسخة الإنجليزية من رواية الحارس في حقل الشوفان. في 2005، وضعت مجلة التايم الرواية ضمن قائمتها لـ أفضل 100 رواية مكتوبة بالإنجليزية منذ العام 1923. إختارتها دار Modern Library للنشر وقرّائُها ضمن أفضل 100 رواية إنجليزية في القرن العشرين. في 2003، حَلت الرواية في المرتبة الـ 15 خلال استطلاع The Big Read الذي أجرته BBC والذي ضَم حوالي 750,000 صوت.

الكتاب الأكثر مبيعًا أو أروج الكُتب هو كتاب أو وسائط أخرى مشهورة بكثرة بيعها في قوائم أروج الكتب التي تنشرها الصحف والمجلات وسلاسل متاجر الكتب. تُقَسَّم بعض القوائم إلى تصنيفات وتخصصات (رواية، كتب واقعية، كتاب طبخ، إلخ.). قد يُشار إلى المؤلف على أنه كاتب أو مؤلف أروج الكتب إذا تكرر ظهور أعماله في هذه القوائم.